# Jugosławia na Zimowych Igrzyskach Olimpijskich 2002
Jugosławię na Zimowych Igrzyskach Olimpijskich 2002 reprezentowało sześcioro zawodników.

## Bobsleje
- Boris Rađenović, Dalibor Ðurđić, Rašo Vucinić, Vuk Rađenović (25. miejsce)

## Narciarstwo alpejskie
- Jelena Lolović (slalom - dyskwalifikacja, slalom gigant - 40. miejsce)
- Marko Ðorđević (slalom - 26. miejsce, slalom gigant - 41. miejsce)